# 歷史共業
歷史共業是指在不同時空環境下，不同價值觀形成不同是非對錯的判斷，產生對於同一類事件的不同處理方式。在後來的時空環境下，後人批判前人的處置方式為道德上不正確或不適當，但不涉及法律上犯罪的一種普遍行為。後人必須為這些前人的行為付出一些代價處理行為的後果，以符合當時時空環境的價值觀。